# Tapís de Bayeux

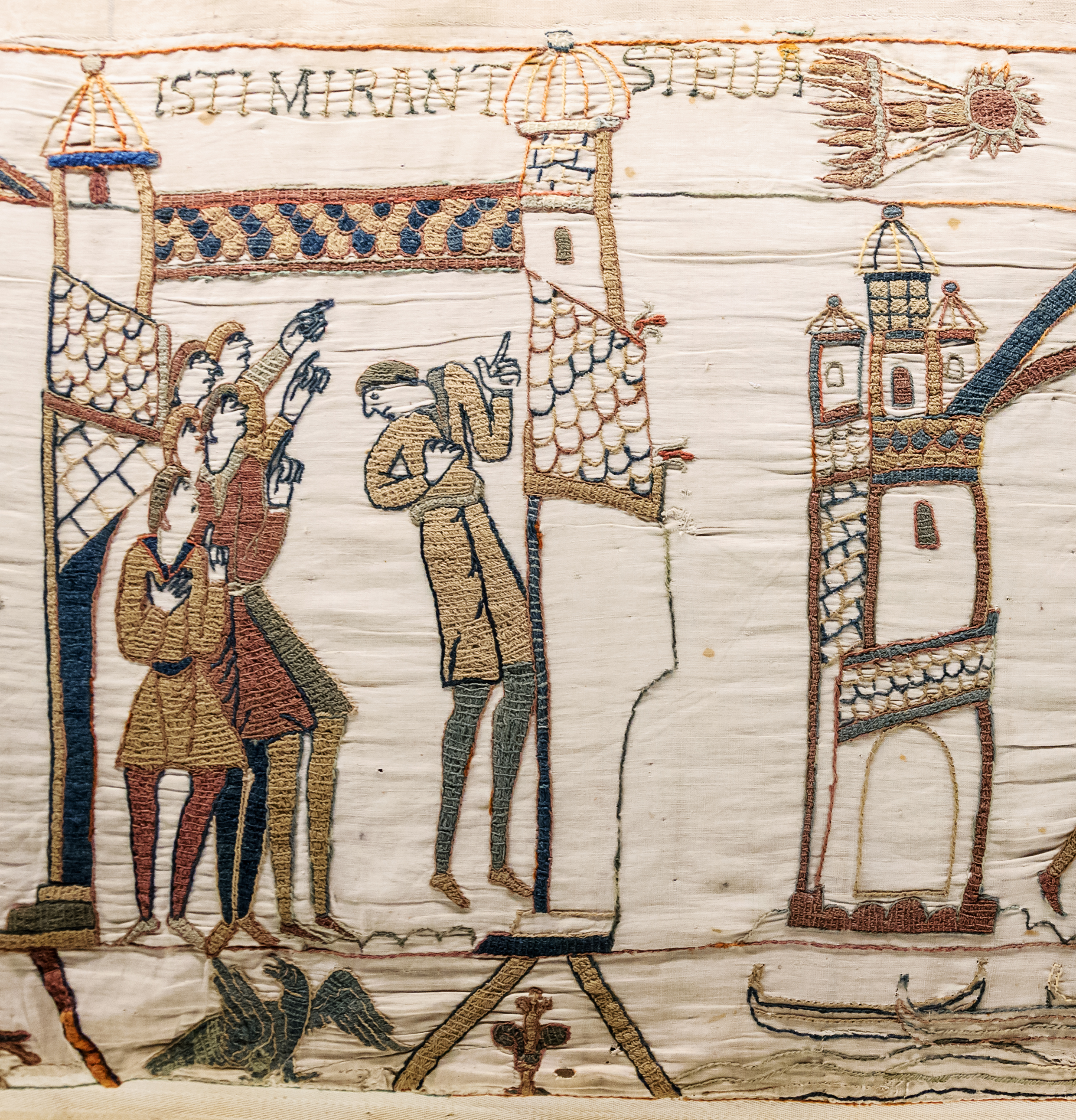
Representació del cometa de Halley a l'escena XXXII del tapís de Bayeux. La inscripció en llatí diu: Isti mirant stella

El tapís de Bayeux, també conegut a França com el tapís de la reina Matilde (en francès: Tapisserie de Bayeux, en anglès: Bayeux Tapestry), és un gran llenç brodat, peça única de l'art del segle xi, que relata mitjançant una successió d'imatges amb inscripcions en llatí, els fets que van precedir la conquesta d'Anglaterra pels normands en commemoració de la batalla de Hastings. Des dels anys 1980, l'original es conserva i exhibeix en el centre d’interpretació dedicat a Guillem I d'Anglaterra, el Conqueridor, a la ciutat normanda de Bayeux. Ha estat presentat el 2007 per a la seva inscripció al Programa UNESCO per a la Memòria del Món.

## Descripció
Encara que rep el nom de tapís, un llenç ornamental teixit completament, es tracta d'un brodat o labor on els fils afegits segueixen la silueta dissenyada dels motius i figures.
El teixit de base és un llenç fi de lli, compost per 9 fragments de longitud variable, el més gran de 13,75 metres, units per guarniment amb rivets. El conjunt resultant té unes grans dimensions, que li confereixen una part del seu caràcter excepcional: 68,8 m de llarg, 50 cm d'alçada mitjana i un pes aproximat de 350 kg.
El filat amb agulla es va realitzar amb dues tècniques: al senzill punt de tija per als contorns lineals dels motius i a "punt de couchage" per al seu emplenament. Es va utilitzar principalment fil de llana en 4 colors de base (vermell, groc, verd i blau) i 8 tonalitats de tints vegetals de l'època, com la galda o l'indi, que es van mesclar amb fil més fi de lli per donar relleu a unes certes figures com fletxes i llances.
No existeixen avui dia documents de l'època que permetin de conèixer el o els mestres autors ni la persona que va inspirar l'obra o la data de realització.
Segons la tradició francesa, la peça hauria estat creada per la reina Matilde, esposa de Guillem I d'Anglaterra, i les seves serventes, d'aquí la denominació secundària de tapís de la reina Matilde. La hipòtesi historiogràfica més acceptada és que va ser realitzat per mandat d'Odó, arquebisbe de Bayeux i germanastre de Guillem per servir d'ornament a la catedral de Bayeux el dia de la seva consagració, el 14 de juliol de 1077.

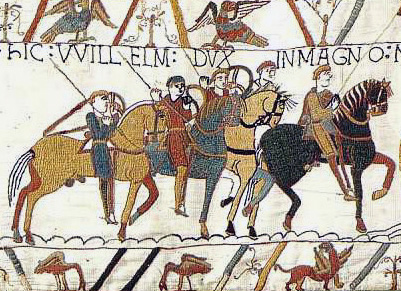
Detall del tapís de Bayeux, representant la invasió de 1066

L'homogeneïtat del disseny permet de pensar que va ser supervisat per un clergue, amb el coneixement necessari de la llengua llatina malgrat els vocables anglosaxons, i executat al sud d'Anglaterra, possiblement a Canterbury o Winchester, Kent, on se sap que existien tallers de brodat amb mestres de tots dos sexes, i que hauria desitjat d'imprimir un caràcter a la vegada religiós i profà a l'obra que detalla la victòria militar en la batalla de Hastings.
D'una banda, es comparen els esdeveniments del seu temps amb altres relats bíblics, de manera especial la presa de Judea pels babilonis. Aquesta significació s'aprecia a l'escena del jurament de Harold II d'Anglaterra (1066) sobre un reliquiari que és semblant a l'arca de l'Aliança, els lleons alats adoptats per Guillem són els símbols de Babilònia segons les visions del profeta Daniel, la mort per una fletxa en un ull de Harold de manera similar a l'encegament de Nabucodonosor II, etc. L'aspecte profà de la peça es mostra en l'exaltació de l'èpica batalla i dels valerosos guerrers.
L'autor o autors s'haurien inspirat en diverses fonts que són recognoscibles en l'obra, de manera especial els relats en forma d'espiral de les columnes tradicionals com la columna de Trajà a Roma, els manuscrits bíblics anglosaxons, com el Gènesi de Cadmion, o romans d'Orient com el Rotlle de Josuè de l'any 1000, conservat al Vaticà, i les llargues teles murals populars d'Escandinàvia.
Segons l'informe de presentació en el registre de la Unesco, fins avui encara no s'ha pogut recuperar cap obra tèxtil occidental del segle xi similar en importància i rellevància al tapís de Bayeux. El tapís també és únic perquè s'hi ofereixen informacions sobre detalls previs a la invasió d'Anglaterra que no es poden trobar en cap text de l'època, com l'expedició a Bretanya il·lustrada en les escenes 18-23, o el jurament de Bayeux de l'escena 26.
El tapís és una font documental sobre el mode de vida i costums, l'arquitectura militar i civil, l'art militar, la navegació o l'agricultura de la societat normanda i anglesa de l'edat mitjana.
La qualitat gràfica de l'obra, amb recursos per a augmentar el dramatisme i l'acció, així com la fluïdesa de la narració, pla a pla, l'aproximen a la tècnica contemporània del còmic, i en conseqüència alguns la qualifiquen de ser el primer còmic de la història en què es poden comptar:
- 626 personatges,
- 202 cavalls i mules,
- 55 gossos,
- 505 animals i bèsties,
- 37 fortaleses i edificis
- 41 vaixells i embarcacions

## Història del tapís des delseglexv
El tapís és documentat per primera vegada en l'inventari d'obres de la catedral de Notre-Dame de Bayeux, de 1476, però és a la fi del segle xvii quan es desperta l'interès per l'obra i se'n realitzen les primeres reproduccions, de forma especial la de 1724 de N. J. Foucault, intendent de Normandia, que s'exhibeix actualment en el Gabinet d'Estampes de la Biblioteca Nacional de París.
Durant la Revolució Francesa, el tapís va poder perdre's per sempre per la pretensió d'alguns d'utilitzar-lo com a embolcall per a un carro de municions. Napoleó el va fer dur a París per ser exhibit el 1803 com a acció de propaganda, mentre es realitzaven els preparatius de la posteriorment fracassada invasió de la Gran Bretanya.
El 1812, mentre es guardava a la prefectura de Bayeux, va patir danys que van ser inventariats per Charles Stothard, que va treballar sobre una reproducció en color del tapís per a la Society of Antiquaries de Londres.
De tornada a Bayeux, va ser sotmès durant el segle xix a diversos estudis científics i exposat, protegit per un plafó de vidre, després de la seva restauració el 1842. Considerat com un tresor de França, el tapís va ser evacuat el 1870 durant la Guerra francoprussiana.
A començaments de la Segona Guerra Mundial, el tapís va ser novament desmuntat i evacuat per protegir-lo a Sourches, a la rodalia de Poitiers. Els nazis de l'Ahnenerbe-SS, sota la supervisió del comte Metternich, van estudiar l'obra que havia estat transferida a l'abadia de Juaye-Mondaye. Durant la batalla de Normandia, el tapís és dipositat en els magatzems del Museu del Louvre de París, i se salvà de la temptativa de ser emportat pels alemanys els últims dies de l'ocupació.
El 1982, el tapís va ser restaurat sota la supervisió del Ministeri de Cultura francès i transferit a les dependències d'un antic seminari a Bayeux, transformat per a la seva nova missió al centre Guillaume le Conquérant.

## El tema

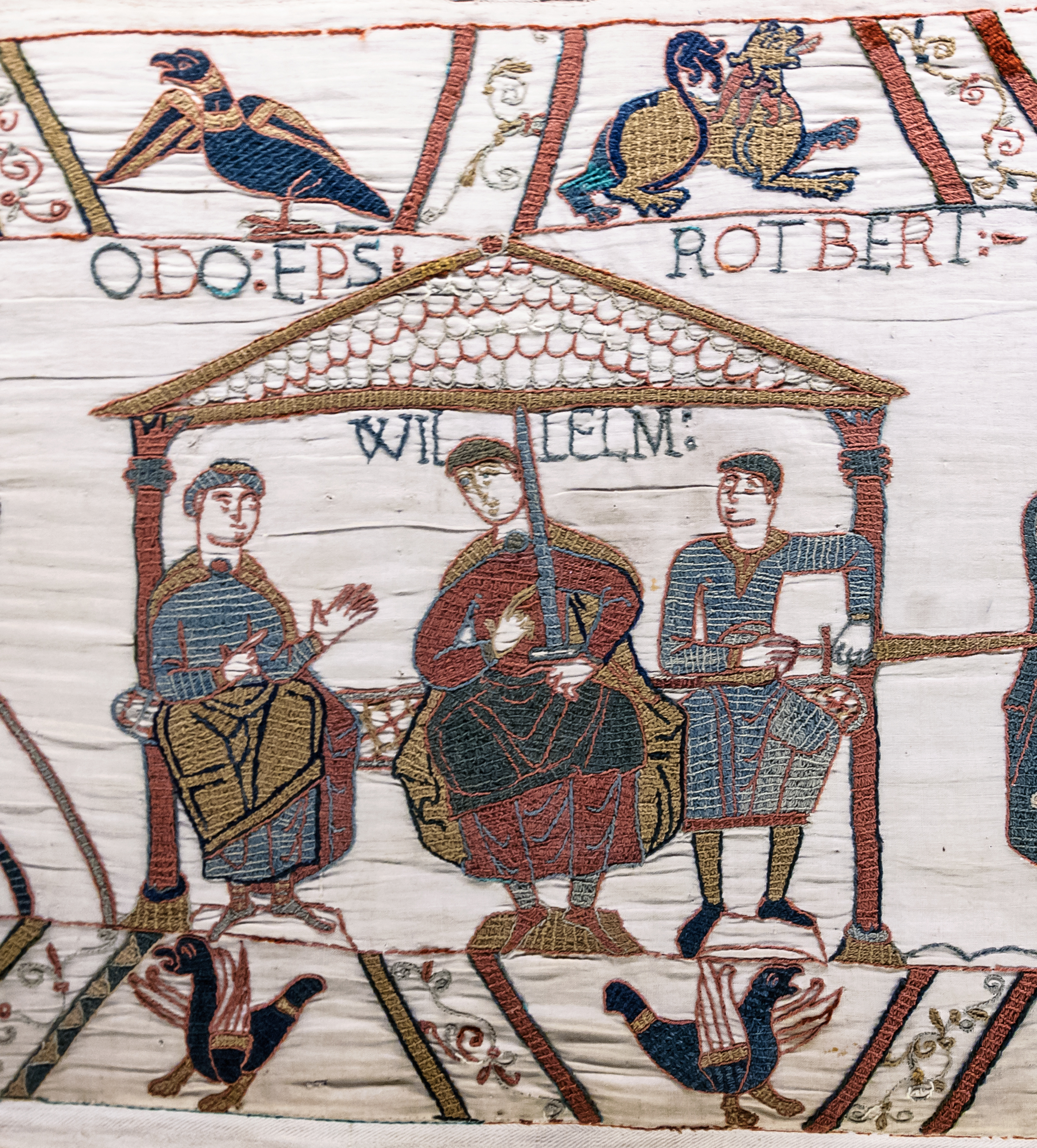
Guillem I d'Anglaterra (al centre), en un fragment del tapís de Bayeux

El tapís de Bayeux relata els fets succeïts entre 1064 i 1066 de la conquesta d'Anglaterra pels normands i del transcurs de la decisiva batalla de Hastings, que van canviar el curs de la història de les nacions francesa i britànica.
El relat comença el 1064, quan l'ancià rei Eduard d'Anglaterra, sense hereu directe, envia el seu cunyat Harold II d'Anglaterra a França perquè ofereixi la corona al seu cosí designat com a successor, Guillem de Normandia. Malgrat jurar fidelitat a Guillem, Harold es fa amb la corona al seu retorn a Anglaterra i la mort sobtada d'Eduard el 5 de gener de 1066. Guillem prepara durant alguns mesos una gran armada i desembarca amb el seu exèrcit a Sussex, derrota i dona mort finalment a Harold i a les seves tropes als camps de Hastings.

## Estil i composició
Conté 58 escenes que retraten amb cura i detall l'arribada al tron de Guillem I d'Anglaterra. N'és un exemple la presència d'una de les primeres representacions artístiques del cometa de Halley, que va ser visible clarament al cel d'Anglaterra entre el 24 i el 30 d'abril de 1066 i que va ser interpretat com un mal auguri a la coronació del rei Harold II d'Anglaterra. La secció final del tapís, que mostrava la rendició dels saxons a Berkhamsted i el coronament del rei Guillem a l'abadia de Westminster, s'ha perdut.